# 이토 히로히데
이토 히로히데(일본어: 伊藤 博英, 1955년 2월 27일 ~ )는 일본의 아나운서이다.

## 학력
- 와세다 대학교

## 경력
- NHK 아나운서

## 진행 프로그램
- NHK 뉴스 7
- NHK 주간뉴스
- NHK 투데이뉴스
- NHK BS 뉴스